# André Charpin
André Charpin (1937) es un botánico suizo. Es investigador y taxónomo en el Laboratorio de Fanerógamas del Conservatorio y Jardín Botánico de Ginebra.

## Algunas publicaciones
- andré Charpin, lázaro Novara. 1995. Osmundaceae: nueva familia de pteridófitas del noroeste Argentino. Aportes botánicos de Salta 1 (2). Ed. Universidad Nacional de Salta. 5 pp.

### Libros
- a Charpin, gérard-guy Aymonin. 2004. Bibliografía selectiva de las Floras de Francia. V. Noticias biográficas sobre los autores citados : P-Z y complementos. J. Bot. Soc. Bot. France, 27 : 47-87
- ---------------, d Jordan. 1990. Catalogue floristique de la Haute-Savoie. Mémoires de la Société botanique de Genève 2. Ed. Société botanique de Genève. 565 pp. ISBN 2-8278-0103-5
- ---------------, robert Salanon. 1988. Matériaux pour la flore des Alpes maritimes: catalogue de l'Herbier d'Emile Burnat déposé au Conservatoire Botan. de la Ville de Genève. Rubiaceae - Orchidaceae. vv. 2. Ed. des Conservatoire et Jardin Botan. de la Ville de Genève. 339 pp. ISBN 2-8277-0052-2
- ---------------, Courtin, Crettaz. 1988. Le grand livre du Salève. Tribune Editions. 272 pp. ISBN 2-8297-0039-2
- adélaïde l. Stork, a Charpin. 1984. Tulipes sauvages et cultivées. Volumen 13 de Série documentaire. Ed. des Conservatoire et Jardin Botan. de la Ville de Genève. 185 pp. ISBN 2-8277-0313-0
- hervé maurice Burdet, a Charpin, Fernand Jacquemoud. 1981. Types nomenclaturaux des taxa ibériques décrits par Boissier ou Reuter: Gymnospermes à Graminées vv. 1. Ed. des Conservatoire et Jardin Botan. de la Ville de Genève. 42 pp.
- 1976. Contribution à la chorologie des cormophytes de la Haute-Savoie France. Ed. Université de Genève. 21 pp.

## Reconocimientos
- Miembro de la Société Botanique de France, y su presidente en 2007[1]

## Eponimia
- (Asteraceae) Eupatorium charpinii Cabrera[2]
- (Brassicaceae) Vella charpinii Fern.Casas[3]
- (Lamiaceae) Salvia charpini Alziar [4]
- (Malvaceae) Sida charpinii Krapov.[5]